# Yeldy Louison
Pour les articles homonymes, voir Louison.
Yeldy Marie Louison (née le 11 novembre 1991 à Quatre Bornes) est une joueuse mauricienne de badminton,.

## Palmarès
Championnats d'Afrique de badminton
- 2016 :  par équipe dames
- 2014 :  en double dames, avec Kate Foo Kune.
- 2013 :  en double dames, avec Shama Aboobakar.
- 2013 :  en double mixte, avec Sahir Edoo.

Jeux africains
- 2015 :  en double dames, avec Kate Foo Kune.
- 2015 :  par équipe.

Jeux des îles de l'océan Indien
- 2015 :  en double dames, avec Kate Foo Kune.
- 2015 :  en double mixte, avec Sahir Edoo.

Tournois BWF
En double dames :
- Mauritius International (en) 2014 :  avec Karen Foo Kune.
- Botswana International (en) 2013 :  avec Grace Gabriel.
- Mauritius International (en) 2010 :  avec Leisha Cooper.

En double mixte :
- Rose Hill International 2016 :  avec Sahir Abdool Edoo.
- Mauritius International (en) 2015 :  avec Sahir Abdool Edoo.
- South Africa International (en) 2013 :  avec Sahir Abdool Edoo.
- Botswana International (en) 2013 :  avec Sahir Abdool Edoo.